# 里策劳
里策劳是德国石勒苏益格－荷尔斯泰因州的一个市镇。总面积11.11平方公里，总人口285人，其中男性138人，女性147人（2011年12月31日），人口密度26人/平方公里。